# Alexandra van Denemarken
Alexandra Carolina Marie Charlotte Louise Julia van Denemarken (Kopenhagen, 1 december 1844 – Sandringham, 20 november 1925) was door haar huwelijk met de Britse koning Edward VII koningin van het Verenigd Koninkrijk en keizerin van Indië. Vóór de troonsbestijging van haar echtgenoot, was ze Prinses van Wales van 1863 tot 1901. Vanaf 1910 tot aan haar dood was haar titel koningin-moeder (Queen Mother), als moeder van de toenmalige regerende koning George V. Alexandra zelf gaf de voorkeur aan Her Majesty, Queen Alexandra.
Haar familie was relatief onbekend bij de Europese koninklijke families tot haar vader, met instemming van de grote mogendheden, werd gekozen om de Deense koning Frederik VII op te volgen als koning. Toen ze zestien jaar was werd ze verkozen tot de toekomstige bruid van Albert Edward, de Prins van Wales en erfgenaam van koningin Victoria van het Verenigd Koninkrijk. Het huwelijk vond achttien maanden later plaats. 
Als Prinses van Wales, van 1863 tot 1901, de langste die deze titel hield in de geschiedenis, won ze de harten van Britse bevolking en werd immens populair; haar stijl van kleden en het dragen ervan werden gekopieerd door modebewuste vrouwen in die tijd. Hoewel ze uitgesloten was van alle politieke macht, heeft ze - tevergeefs - geprobeerd om de mening van de ministers en haar familie te veranderen, ten gunste van haar familieleden die regeerden over het Koninkrijk Griekenland, het Keizerrijk Rusland en Koninkrijk Denemarken.
Na de dood van haar man, Edward VII, in 1910 werd Alexandra's tweede zoon koning George V. Ze was altijd al een fel tegenstander geweest van keizer Wilhelm II van Duitsland, oudste zoon van prinses Victoria, de oudere zus van Edward VII. Daarom toonde ze zich ook een erg stimulerende voorstander van haar zoon tijdens de Eerste Wereldoorlog, waarin het Verenigd Koninkrijk en zijn bondgenoten het Duitse Keizerrijk versloegen.

## Jeugd
Prinses Alexandra Carolina Marie Charlotte Louise Julia, of “Alix” zoals ze in de familie heette, werd geboren op 1 december 1844 in het Gele Paleis, een burgershuis uit de 18e eeuw aan de Amaliegade 18, dicht bij het Amalienborg in Kopenhagen.  Haar vader was prins Christiaan, de latere koning Christiaan IX van Denemarken. Haar moeder was prinses Louise van Hessen-Kassel. Ondanks voornaam voorgeslacht - George II en Frederik V als koningen - en vorstelijk bloed, leidde haar familie een vrij gewoon leven. 
Hoewel ze niet bijzonder rijk waren, huwden de meesten van haar broers en zusters met belangrijke personen. Haar jongere zuster, prinses Dagmar, werd later als Maria Fjodorovna de vrouw van de Russische tsaar Alexander III en de moeder van Nicolaas II. Alexandra had een oudere broer: Frederik (1843-1912), de latere koning Frederik VIII, huwde prinses Louise van Zweden, dochter van koning Karel XV en prinses Louise van Oranje-Nassau. Ze had twee jongere broers: Willem (1845-1913) werd in 1863 als George I koning van Griekenland, huwde grootvorstin Olga Konstantinovna van Rusland. Haar jongste broer Waldemar (1858-1939) huwde prinses Marie van Bourbon-Orléans, een nakomelinge van koning Lodewijk Filips van Frankrijk. Alexandra had nog een andere jongere zuster: Thyra (1853-1933) huwde Ernst August II van Hannover. Daardoor werd haar vader ook weleens de "schoonvader van Europa" genoemd.

## Prinses van Wales

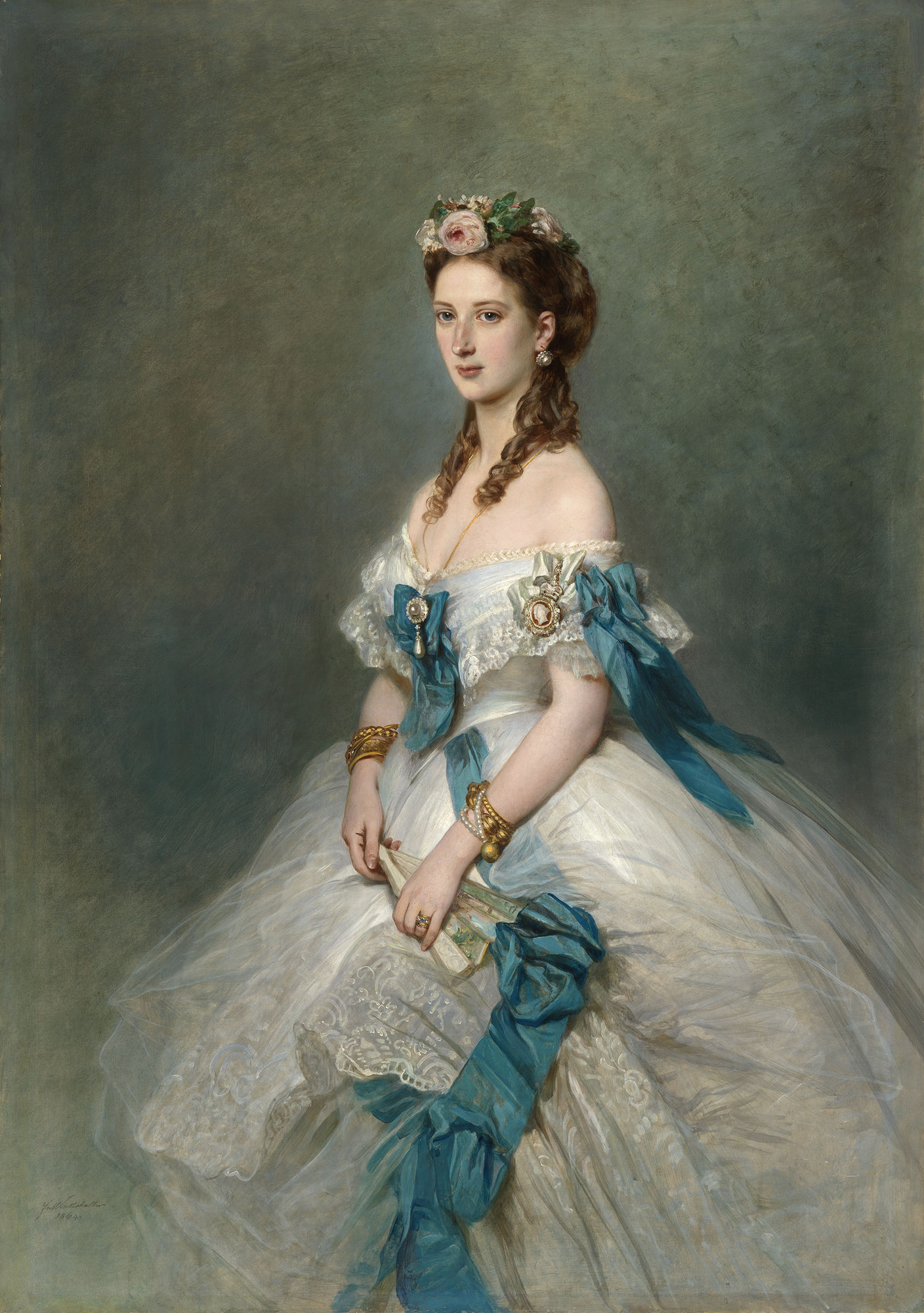
Alexandra, op een portret van Franz Xaver Winterhalter als prinses van Wales

### Huwelijk met Bertie
Alexandra’s achterneef, de Britse prins Albert Edward, prins van Wales, ook wel bekend als “Bertie”, gaf al op jonge leeftijd zijn ouders, koningin Victoria en prins Albert, reden tot ongerustheid. Alexandra van Denemarken was niet Victoria's eerste keus als echtgenote voor haar zoon, omdat de Denen het niet goed konden vinden met de Pruisen. De meeste familieleden van de Britse koninklijke familie waren namelijk Duits.
Maar bij een ontmoeting werd koningin Victoria overrompeld door de schoonheid van de jonge Alexandra. Victoria gaf haar goedkeuring voor het huwelijk. Ook Edward was van zijn toekomstige vrouw gecharmeerd. Alfred Tennyson, een van Engels beroemdste dichters en de Poet Laureate, schreef een ode aan Alexandra, en Arthur Sullivan componeerde speciale muziek om Alexandra te verwelkomen in het Verenigd Koninkrijk. Edward en Alexandra trouwden op 10 maart 1863. Het huwelijk werd gesloten in de St George's Chapel te Windsor. Deze gebeurtenis werd vastgelegd door de schilder William Powell Frith. Bertie en Alexandra werden op hun huwelijksreis uitgezwaaid door de schooljongens van het Eton College en Lord Randolph Churchill, de vader van Winston Churchill. 
Alexandra’s vader besteeg acht maanden later de troon van Denemarken.

### Gezinsleven
Alexandra genoot van vele activiteiten zoals dansen en schaatsen. Na de geboorte van haar eerste kind, prins Albert Victor ("Eddy") in 1864, veranderde Alexandra niet veel, wat leidde tot onenigheid tussen het jonge koppel en de koningin. Na de geboorte van haar derde kind in 1867 waren er levensbedreigende complicaties zodat ze de rest van haar leven slecht ter been was. Ze leed verder aan verergerende doofheid, die erfelijk was. Ze was zich bewust van een litteken in haar nek, dat ze had opgelopen in haar jeugd. Dit litteken probeerde Alexandra te verbergen door hoge jurken en sieraden te dragen. Omdat Alexandra een mooie vrouw was, werd deze manier van kleden een grote rage.
Edward en Alexandra maakten van Sandringham House hun permanente residentie en het huwelijk was op vele gebieden gelukkig maar kende toch zijn up en downs. Zo gaf Edward zijn vrouw en kinderen niet de aandacht die ze hadden gewild, en hield er daarentegen wel heel wat 'vriendinnen' op na. De echtgenoten vervreemdden van elkaar, tot 1870 toen Edward ernstig ziek werd. Het huwelijk beleefde voor- en tegenspoed. Edward ging, nadat hij de genegenheid van zijn vrouw had teruggewonnen, gewoon door met zijn maîtresses, zoals de actrices Lillie Langtry, Daisy Greville de gravin van Warwick, Agnes Keyser en Alice Keppel.

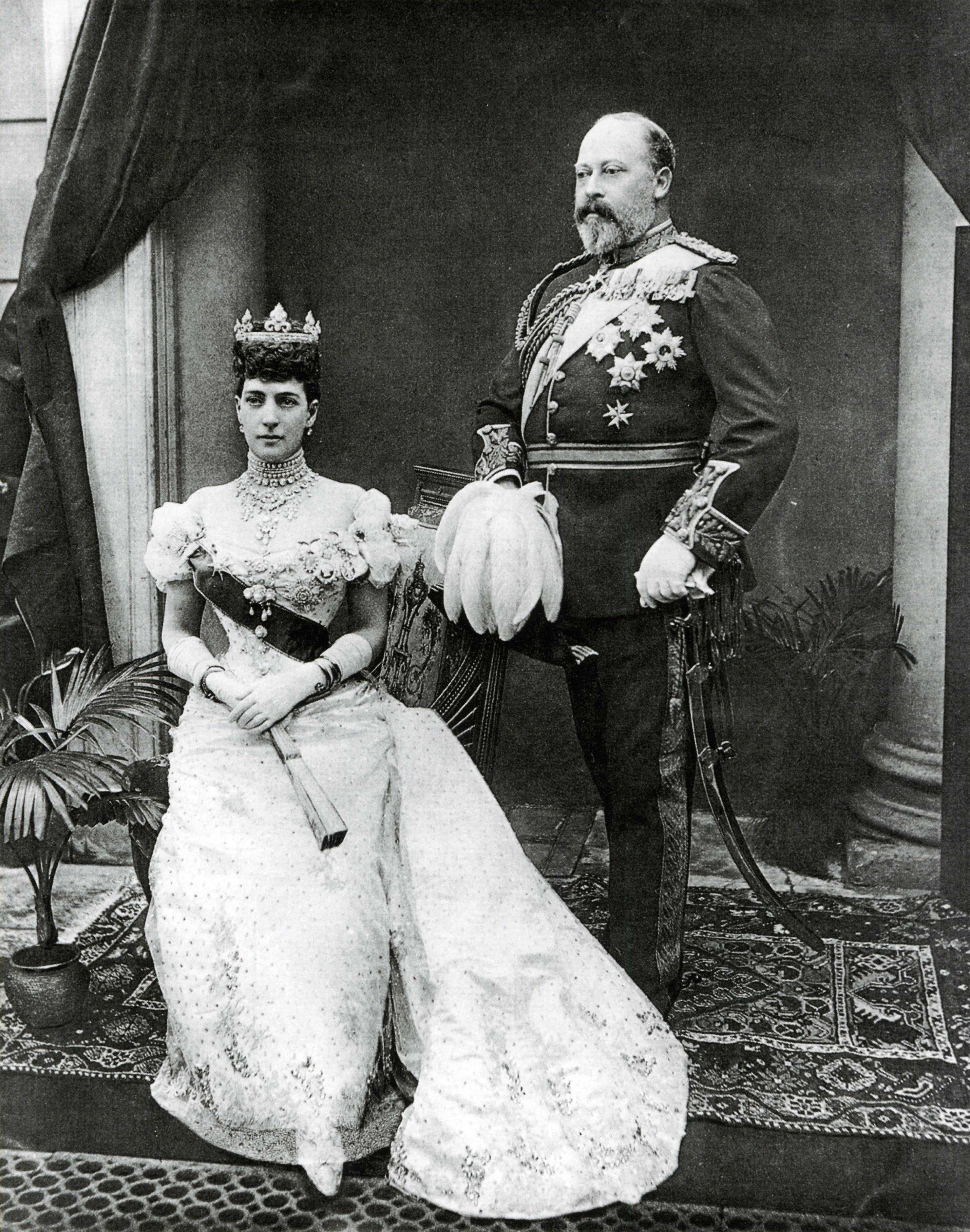
Alexandra met haar echtgenoot in 1896

Alexandra zelf bleef Edward haar hele leven trouw.
De dood van prins Albert Victor in 1892 was een zware slag voor de gevoelige Alexandra. Ze stond erop dat Alberts kamer onberoerd bleef. Haar schoonmoeder, koningin Victoria, had hetzelfde gedaan toen prins Albert stierf in 1861. Dankzij hevige make-up bleef Alexandra er tijdens haar latere jaren goed uitzien.

## Koningin
Toen koningin Victoria in 1901 stierf werd Alexandra’s man koning. Ze was koningin van 1901 tot 1910 en daarna werd ze Queen Mother. Alexandra werd bijzonder populair bij het Britse volk door haar liefdadige inspanningen en vooral Alexandra Rose Day. Tijdens de Tweede Boerenoorlog, stichtte ze het fonds Queen Alexandra’s Nursing Corps, dat bekend werd als de “Q.A.s.”. Alexandra verachtte de Duitsers vanwege de verovering door Pruisen van de Deense gebieden Sleeswijk en Holstein in de Tweede Duits-Deense Oorlog in 1864. Tijdens de Eerste Wereldoorlog werd er gezegd dat haar zoon George V opdracht gaf om alle wapens van de Orde van de Kousenband van diegenen die vochten voor Duitsland, te verwijderen uit St George's Chapel in Windsor. Dit zou een opdracht zijn geweest van koningin Alexandra. Een andere reden om die wapens te verwijderen was dat wanneer er iemand werd beëdigd tot ridder, deze moest zweren om geen oorlog tegen de Britse vorst te voeren.
Alexandra was de eerste vrouw sinds 1488 die tot Lady of the Garter werd benoemd.
Alexandra stierf op 20 november 1925 op 81-jarige leeftijd in Sandringham aan de gevolgen van een hartaanval. Ze werd bijgezet naast haar man in St George's Chapel in Windsor.

## Kinderen
Alexandra en Edward hadden zes kinderen:
| Afbeelding | Naam                             | Geboren          | Overleden        | Bijzonderheden |
| ---------- | -------------------------------- | ---------------- | ---------------- | --- |
|            | Albert Victor                    | 8 januari 1864   | 14 januari 1892  | Was de favoriete kleinzoon van koningin Victoria. Was korte tijd verloofd met prinses Mary van Teck, die later huwde met prins George. |
|            | George Frederik Ernst Albert     | 3 juni 1865      | 20 januari 1936  | Vanaf 1910 koning George V. Huwde Mary van Teck. Uit dit huwelijk werden zes kinderen geboren, waaronder: Edward VIII en George VI, de vader van Elizabeth II.                                                                                |
|            | Louise Victoria Alexandra Dagmar | 20 februari 1867 | 4 januari 1931   | Was de Princess Royal. Zij huwde Alexander Duff, de latere hertog van Fife. Uit dit huwelijk werd een jong overleden zoon geboren en twee dochters: Alexandra (1891-1959) en Maud (1893-1945).                                                |
|            | Victoria Alexandra Olga Mary     | 6 juli 1868      | 3 december 1935  | De vertrouweling van haar moeder. Prinses Victoria bleef ongehuwd en kinderloos. Zij was de favoriete zus van koning George V. |
|            | Maud Charlotte Mary Victoria     | 26 november 1869 | 20 november 1938 | Huwde prins Karel van Denemarken, zoon van de latere Frederik VIII van Denemarken. Karel en Maud werden in 1905 koning en koningin van Noorwegen. Karel nam toen de naam Haakon VII van Noorwegen aan. Zij waren de ouders van koning Olaf V. |
| Geen       | Alexander John Karel Albert      | 6 april 1871     | 7 april 1871     | |

## Kwartierstaat (voorouders)
| Frederik Karel Lodewijk van Sleeswijk-Holstein-Sonderburg-Beck (1757-1816) | Frederik Karel Lodewijk van Sleeswijk-Holstein-Sonderburg-Beck (1757-1816) | Frederik Karel Lodewijk van Sleeswijk-Holstein-Sonderburg-Beck (1757-1816) | Frederik Karel Lodewijk van Sleeswijk-Holstein-Sonderburg-Beck (1757-1816) | Frederik Karel Lodewijk van Sleeswijk-Holstein-Sonderburg-Beck (1757-1816) | Frederik Karel Lodewijk van Sleeswijk-Holstein-Sonderburg-Beck (1757-1816) | Frederica Amalia van Schlieben (1757-1827)                                | Frederica Amalia van Schlieben (1757-1827)                                | Frederica Amalia van Schlieben (1757-1827)                                | Frederica Amalia van Schlieben (1757-1827)                                | Frederica Amalia van Schlieben (1757-1827) | Frederica Amalia van Schlieben (1757-1827) |                                          |                                          | Karel van Hessen-Kassel (1744-1836)      | Karel van Hessen-Kassel (1744-1836)      | Karel van Hessen-Kassel (1744-1836)          | Karel van Hessen-Kassel (1744-1836)          | Karel van Hessen-Kassel (1744-1836)          | Karel van Hessen-Kassel (1744-1836)          | Louise van Denemarken (1750-1831)            | Louise van Denemarken (1750-1831)            | Louise van Denemarken (1750-1831)    | Louise van Denemarken (1750-1831)    | Louise van Denemarken (1750-1831)    | Louise van Denemarken (1750-1831)    |  |  | Frederik van Hessen-Kassel (1747-1837) | Frederik van Hessen-Kassel (1747-1837) | Frederik van Hessen-Kassel (1747-1837) | Frederik van Hessen-Kassel (1747-1837) | Frederik van Hessen-Kassel (1747-1837) | Frederik van Hessen-Kassel (1747-1837) | Carolina van Nassau-Usingen (1762-1823) | Carolina van Nassau-Usingen (1762-1823) | Carolina van Nassau-Usingen (1762-1823) | Carolina van Nassau-Usingen (1762-1823) | Carolina van Nassau-Usingen (1762-1823) | Carolina van Nassau-Usingen (1762-1823) |                                      |                                      | Frederik van Denemarken (1753-1805)  | Frederik van Denemarken (1753-1805)  | Frederik van Denemarken (1753-1805)         | Frederik van Denemarken (1753-1805)         | Frederik van Denemarken (1753-1805)         | Frederik van Denemarken (1753-1805)         | Sophia Frederika van Mecklenburg-Schwerin (1758-1794) | Sophia Frederika van Mecklenburg-Schwerin (1758-1794) | Sophia Frederika van Mecklenburg-Schwerin (1758-1794) | Sophia Frederika van Mecklenburg-Schwerin (1758-1794) | Sophia Frederika van Mecklenburg-Schwerin (1758-1794) | Sophia Frederika van Mecklenburg-Schwerin (1758-1794) |  |  |  |  |  |  |  |  |  |  |  |  |  |  |  |  |  |  |  |  |  |  |  |  |  |  |  |  |  |  |  |  |  |  |  |  |  |  |  |  |  |  |  |  |  |  |  |  |
| Frederik Karel Lodewijk van Sleeswijk-Holstein-Sonderburg-Beck (1757-1816) | Frederik Karel Lodewijk van Sleeswijk-Holstein-Sonderburg-Beck (1757-1816) | Frederik Karel Lodewijk van Sleeswijk-Holstein-Sonderburg-Beck (1757-1816) | Frederik Karel Lodewijk van Sleeswijk-Holstein-Sonderburg-Beck (1757-1816) | Frederik Karel Lodewijk van Sleeswijk-Holstein-Sonderburg-Beck (1757-1816) | Frederik Karel Lodewijk van Sleeswijk-Holstein-Sonderburg-Beck (1757-1816) | Frederica Amalia van Schlieben (1757-1827)                                | Frederica Amalia van Schlieben (1757-1827)                                | Frederica Amalia van Schlieben (1757-1827)                                | Frederica Amalia van Schlieben (1757-1827)                                | Frederica Amalia van Schlieben (1757-1827) | Frederica Amalia van Schlieben (1757-1827) |                                          |                                          | Karel van Hessen-Kassel (1744-1836)      | Karel van Hessen-Kassel (1744-1836)      | Karel van Hessen-Kassel (1744-1836)          | Karel van Hessen-Kassel (1744-1836)          | Karel van Hessen-Kassel (1744-1836)          | Karel van Hessen-Kassel (1744-1836)          | Louise van Denemarken (1750-1831)            | Louise van Denemarken (1750-1831)            | Louise van Denemarken (1750-1831)    | Louise van Denemarken (1750-1831)    | Louise van Denemarken (1750-1831)    | Louise van Denemarken (1750-1831)    |  |  | Frederik van Hessen-Kassel (1747-1837) | Frederik van Hessen-Kassel (1747-1837) | Frederik van Hessen-Kassel (1747-1837) | Frederik van Hessen-Kassel (1747-1837) | Frederik van Hessen-Kassel (1747-1837) | Frederik van Hessen-Kassel (1747-1837) | Carolina van Nassau-Usingen (1762-1823) | Carolina van Nassau-Usingen (1762-1823) | Carolina van Nassau-Usingen (1762-1823) | Carolina van Nassau-Usingen (1762-1823) | Carolina van Nassau-Usingen (1762-1823) | Carolina van Nassau-Usingen (1762-1823) |                                      |                                      | Frederik van Denemarken (1753-1805)  | Frederik van Denemarken (1753-1805)  | Frederik van Denemarken (1753-1805)         | Frederik van Denemarken (1753-1805)         | Frederik van Denemarken (1753-1805)         | Frederik van Denemarken (1753-1805)         | Sophia Frederika van Mecklenburg-Schwerin (1758-1794) | Sophia Frederika van Mecklenburg-Schwerin (1758-1794) | Sophia Frederika van Mecklenburg-Schwerin (1758-1794) | Sophia Frederika van Mecklenburg-Schwerin (1758-1794) | Sophia Frederika van Mecklenburg-Schwerin (1758-1794) | Sophia Frederika van Mecklenburg-Schwerin (1758-1794) |  |  |  |  |  |  |  |  |  |  |  |  |  |  |  |  |  |  |  |  |  |  |  |  |  |  |  |  |  |  |  |  |  |  |  |  |  |  |  |  |  |  |  |  |  |  |  |  |
|                                                                            |                                                                            |                                                                            |                                                                            |                                                                            |                                                                            |                                                                           |                                                                           |                                                                           |                                                                           |                                            |                                            |                                          |                                          |                                          |                                          |                                              |                                              |                                              |                                              |                                              |                                              |                                      |                                      |                                      |                                      |  |  |                                        |                                        |                                        |                                        |                                        |                                        |                                         |                                         |                                         |                                         |                                         |                                         |                                      |                                      |                                      |                                      |                                             |                                             |                                             |                                             |                                                       |                                                       |                                                       |                                                       |                                                       |                                                       |  |  |  |  |  |  |  |  |  |  |  |  |  |  |  |  |  |  |  |  |  |  |  |  |  |  |  |  |  |  |  |  |  |  |  |  |  |  |  |  |  |  |  |  |  |  |  |  |
|                                                                            |                                                                            |                                                                            |                                                                            | Frederik Willem van Sleeswijk- Holstein-Sonderburg-Glücksburg (1785-1831)  | Frederik Willem van Sleeswijk- Holstein-Sonderburg-Glücksburg (1785-1831)  | Frederik Willem van Sleeswijk- Holstein-Sonderburg-Glücksburg (1785-1831) | Frederik Willem van Sleeswijk- Holstein-Sonderburg-Glücksburg (1785-1831) | Frederik Willem van Sleeswijk- Holstein-Sonderburg-Glücksburg (1785-1831) | Frederik Willem van Sleeswijk- Holstein-Sonderburg-Glücksburg (1785-1831) |                                            |                                            |                                          |                                          |                                          |                                          | Louise Caroline van Hesse-Kassel (1789-1867) | Louise Caroline van Hesse-Kassel (1789-1867) | Louise Caroline van Hesse-Kassel (1789-1867) | Louise Caroline van Hesse-Kassel (1789-1867) | Louise Caroline van Hesse-Kassel (1789-1867) | Louise Caroline van Hesse-Kassel (1789-1867) |                                      |                                      |                                      |                                      |  |  |                                        |                                        |                                        |                                        | Willem van Hessen-Kassel (1787-1867)   | Willem van Hessen-Kassel (1787-1867)   | Willem van Hessen-Kassel (1787-1867)    | Willem van Hessen-Kassel (1787-1867)    | Willem van Hessen-Kassel (1787-1867)    | Willem van Hessen-Kassel (1787-1867)    |                                         |                                         |                                      |                                      |                                      |                                      | Louise Charlotte van Denemarken (1789-1864) | Louise Charlotte van Denemarken (1789-1864) | Louise Charlotte van Denemarken (1789-1864) | Louise Charlotte van Denemarken (1789-1864) | Louise Charlotte van Denemarken (1789-1864)           | Louise Charlotte van Denemarken (1789-1864)           |                                                       |                                                       |                                                       |                                                       |  |  |  |  |  |  |  |  |  |  |  |  |  |  |  |  |  |  |  |  |  |  |  |  |  |  |  |  |  |  |  |  |  |  |  |  |  |  |  |  |  |  |  |  |  |  |  |  |
|                                                                            |                                                                            |                                                                            |                                                                            | Frederik Willem van Sleeswijk- Holstein-Sonderburg-Glücksburg (1785-1831)  | Frederik Willem van Sleeswijk- Holstein-Sonderburg-Glücksburg (1785-1831)  | Frederik Willem van Sleeswijk- Holstein-Sonderburg-Glücksburg (1785-1831) | Frederik Willem van Sleeswijk- Holstein-Sonderburg-Glücksburg (1785-1831) | Frederik Willem van Sleeswijk- Holstein-Sonderburg-Glücksburg (1785-1831) | Frederik Willem van Sleeswijk- Holstein-Sonderburg-Glücksburg (1785-1831) |                                            |                                            |                                          |                                          |                                          |                                          | Louise Caroline van Hesse-Kassel (1789-1867) | Louise Caroline van Hesse-Kassel (1789-1867) | Louise Caroline van Hesse-Kassel (1789-1867) | Louise Caroline van Hesse-Kassel (1789-1867) | Louise Caroline van Hesse-Kassel (1789-1867) | Louise Caroline van Hesse-Kassel (1789-1867) |                                      |                                      |                                      |                                      |  |  |                                        |                                        |                                        |                                        | Willem van Hessen-Kassel (1787-1867)   | Willem van Hessen-Kassel (1787-1867)   | Willem van Hessen-Kassel (1787-1867)    | Willem van Hessen-Kassel (1787-1867)    | Willem van Hessen-Kassel (1787-1867)    | Willem van Hessen-Kassel (1787-1867)    |                                         |                                         |                                      |                                      |                                      |                                      | Louise Charlotte van Denemarken (1789-1864) | Louise Charlotte van Denemarken (1789-1864) | Louise Charlotte van Denemarken (1789-1864) | Louise Charlotte van Denemarken (1789-1864) | Louise Charlotte van Denemarken (1789-1864)           | Louise Charlotte van Denemarken (1789-1864)           |                                                       |                                                       |                                                       |                                                       |  |  |  |  |  |  |  |  |  |  |  |  |  |  |  |  |  |  |  |  |  |  |  |  |  |  |  |  |  |  |  |  |  |  |  |  |  |  |  |  |  |  |  |  |  |  |  |  |
|                                                                            |                                                                            |                                                                            |                                                                            |                                                                            |                                                                            |                                                                           |                                                                           |                                                                           |                                                                           | Christiaan IX van Denemarken (1818-1906)   | Christiaan IX van Denemarken (1818-1906)   | Christiaan IX van Denemarken (1818-1906) | Christiaan IX van Denemarken (1818-1906) | Christiaan IX van Denemarken (1818-1906) | Christiaan IX van Denemarken (1818-1906) |                                              |                                              |                                              |                                              |                                              |                                              |                                      |                                      |                                      |                                      |  |  |                                        |                                        |                                        |                                        |                                        |                                        |                                         |                                         |                                         |                                         | Louise van Hessen-Kassel (1817-1898)    | Louise van Hessen-Kassel (1817-1898)    | Louise van Hessen-Kassel (1817-1898) | Louise van Hessen-Kassel (1817-1898) | Louise van Hessen-Kassel (1817-1898) | Louise van Hessen-Kassel (1817-1898) |                                             |                                             |                                             |                                             |                                                       |                                                       |                                                       |                                                       |                                                       |                                                       |  |  |  |  |  |  |  |  |  |  |  |  |  |  |  |  |  |  |  |  |  |  |  |  |  |  |  |  |  |  |  |  |  |  |  |  |  |  |  |  |  |  |  |  |  |  |  |  |
|                                                                            |                                                                            |                                                                            |                                                                            |                                                                            |                                                                            |                                                                           |                                                                           |                                                                           |                                                                           | Christiaan IX van Denemarken (1818-1906)   | Christiaan IX van Denemarken (1818-1906)   | Christiaan IX van Denemarken (1818-1906) | Christiaan IX van Denemarken (1818-1906) | Christiaan IX van Denemarken (1818-1906) | Christiaan IX van Denemarken (1818-1906) |                                              |                                              |                                              |                                              |                                              |                                              |                                      |                                      |                                      |                                      |  |  |                                        |                                        |                                        |                                        |                                        |                                        |                                         |                                         |                                         |                                         | Louise van Hessen-Kassel (1817-1898)    | Louise van Hessen-Kassel (1817-1898)    | Louise van Hessen-Kassel (1817-1898) | Louise van Hessen-Kassel (1817-1898) | Louise van Hessen-Kassel (1817-1898) | Louise van Hessen-Kassel (1817-1898) |                                             |                                             |                                             |                                             |                                                       |                                                       |                                                       |                                                       |                                                       |                                                       |  |  |  |  |  |  |  |  |  |  |  |  |  |  |  |  |  |  |  |  |  |  |  |  |  |  |  |  |  |  |  |  |  |  |  |  |  |  |  |  |  |  |  |  |  |  |  |  |
|                                                                            |                                                                            |                                                                            |                                                                            |                                                                            |                                                                            |                                                                           |                                                                           |                                                                           |                                                                           |                                            |                                            |                                          |                                          |                                          |                                          |                                              |                                              |                                              |                                              |                                              |                                              |                                      |                                      |                                      |                                      |  |  |                                        |                                        |                                        |                                        |                                        |                                        |                                         |                                         |                                         |                                         |                                         |                                         |                                      |                                      |                                      |                                      |                                             |                                             |                                             |                                             |                                                       |                                                       |                                                       |                                                       |                                                       |                                                       |  |  |  |  |  |  |  |  |  |  |  |  |  |  |  |  |  |  |  |  |  |  |  |  |  |  |  |  |  |  |  |  |  |  |  |  |  |  |  |  |  |  |  |  |  |  |  |  |
|                                                                            |                                                                            |                                                                            |                                                                            |                                                                            |                                                                            |                                                                           |                                                                           |                                                                           |                                                                           |                                            |                                            |                                          |                                          |                                          |                                          |                                              |                                              |                                              |                                              |                                              |                                              |                                      |                                      |                                      |                                      |  |  |                                        |                                        |                                        |                                        |                                        |                                        |                                         |                                         |                                         |                                         |                                         |                                         |                                      |                                      |                                      |                                      |                                             |                                             |                                             |                                             |                                                       |                                                       |                                                       |                                                       |                                                       |                                                       |  |  |  |  |  |  |  |  |  |  |  |  |  |  |  |  |  |  |  |  |  |  |  |  |  |  |  |  |  |  |  |  |  |  |  |  |  |  |  |  |  |  |  |  |  |  |  |  |
|                                                                            |                                                                            |                                                                            |                                                                            | Frederik VIII van Denemarken (1843-1912)                                   | Frederik VIII van Denemarken (1843-1912)                                   | Frederik VIII van Denemarken (1843-1912)                                  | Frederik VIII van Denemarken (1843-1912)                                  | Frederik VIII van Denemarken (1843-1912)                                  | Frederik VIII van Denemarken (1843-1912)                                  |                                            |                                            | Alexandra van Denemarken (1844-1925)     | Alexandra van Denemarken (1844-1925)     | Alexandra van Denemarken (1844-1925)     | Alexandra van Denemarken (1844-1925)     | Alexandra van Denemarken (1844-1925)         | Alexandra van Denemarken (1844-1925)         |                                              |                                              | George I van Griekenland (1845-1913)         | George I van Griekenland (1845-1913)         | George I van Griekenland (1845-1913) | George I van Griekenland (1845-1913) | George I van Griekenland (1845-1913) | George I van Griekenland (1845-1913) |  |  | Dagmar van Denemarken (1847-1928)      | Dagmar van Denemarken (1847-1928)      | Dagmar van Denemarken (1847-1928)      | Dagmar van Denemarken (1847-1928)      | Dagmar van Denemarken (1847-1928)      | Dagmar van Denemarken (1847-1928)      |                                         |                                         | Thyra van Denemarken (1853-1933)        | Thyra van Denemarken (1853-1933)        | Thyra van Denemarken (1853-1933)        | Thyra van Denemarken (1853-1933)        | Thyra van Denemarken (1853-1933)     | Thyra van Denemarken (1853-1933)     |                                      |                                      | Waldemar van Denemarken (1858-1939)         | Waldemar van Denemarken (1858-1939)         | Waldemar van Denemarken (1858-1939)         | Waldemar van Denemarken (1858-1939)         | Waldemar van Denemarken (1858-1939)                   | Waldemar van Denemarken (1858-1939)                   |                                                       |                                                       |                                                       |                                                       |  |  |  |  |  |  |  |  |  |  |  |  |  |  |  |  |  |  |  |  |  |  |  |  |  |  |  |  |  |  |  |  |  |  |  |  |  |  |  |  |  |  |  |  |  |  |  |  |

## Titels
- Hare Hoogheid Prinses Alexandra van Sleeswijk-Holstein-Sonderburg-Glücksburg (1844 – 1853)
- Hare Hoogheid Prinses Alexandra van Denemarken (1853 - 1858)
- Hare Koninklijke Hoogheid Prinses Alexandra van Denemarken (1858) - 1863)
- Hare Koninklijke Hoogheid de Prinses van Wales (1863 - 1901)
- Hare Majesteit de Koningin (1901 - 1910)
- Hare Majesteit Koningin Alexandra, de Koningin-moeder (1910 - 1925)

- Bibsys: 1091821
- Bibliothèque nationale de France: cb12480694m (data)
- Gemeinsame Normdatei: 118648039
- International Standard Name Identifier: 0000 0003 8684 7407
- Library of Congress Control Number: n50033332
- Nationale bibliotheek van Australië: 65274453
- Nationale Bibliotheek van Israël: 987007257510105171
- Nationale Bibliotheek van Polen: a0000003662745
- Nederlandse Thesaurus van Auteursnamen: 070229147
- PIC: 310789
- RKD-Nederlands Instituut voor Kunstgeschiedenis: 386298
- Istituto Centrale per il Catalogo Unico: UBOV541715
- SNAC: w6b95zcf
- Système universitaire de documentation: 116756136
- Museum of New Zealand Te Papa Tongarewa: 33718
- Trove: 1798897
- Union List of Artist Names: 500091988
- Virtual International Authority File: 268757034
- WorldCat: E39PBJqBw8RpmVHGwbRFdX6qcP